# Digama clinchorum
Digama clinchorum är en fjärilsart som beskrevs av Holloway 1979. Digama clinchorum ingår i släktet Digama och familjen björnspinnare. Inga underarter finns listade i Catalogue of Life.